# Pentaria flavipes
Pentaria flavipes es una especie de coleóptero de la familia Scraptiidae.

## Distribución geográfica
Habita en América Central.